# Jean-Marie Clairet
Jean-Marie Clairet (ur. 28 października 1966 roku w Neuilly-sur-Seine) – francuski kierowca wyścigowy.

## Kariera
Clairet rozpoczął karierę w międzynarodowych wyścigach samochodowych w 1997 roku od startów w Citroen Saxo Cup, France, gdzie zdobył tytuł wicemistrza serii. W późniejszych latach Francuz pojawiał się także w stawce French Super Production Championship, Peugeot 206 RCC Cup France, Coupe Peugeot 206 RCC, SEAT Leon Eurocup, World Touring Car Championship, SEAT Leon Supercopa Spain, SEAT Leon Supercopa France, 24 Hours of Barcelona oraz Peugeot RCZ Racing Cup France.
W World Touring Car Championship Francuz wystartował podczas niemieckiej rundy sezonu 2009 z hiszpańską ekipą Sunred Engineering. W pierwszym wyścigu uplasował się na czternastej pozycji, a w drugim był siedemnasty. W klasyfikacji kierowców niezależnych był 21.